# Liste der Monuments historiques in Saint-Pourçain-sur-Besbre
Die Liste der Monuments historiques in Saint-Pourçain-sur-Besbre führt die Monuments historiques in der französischen Gemeinde Saint-Pourçain-sur-Besbre auf.

## Liste der Bauwerke
| Bezeichnung         | Beschreibung | Standort | Kennzeichnung | Schutzstatus | Datum | Bild           |
| ------------------- | --- | -------- | ------------- | ------------ | ----- | -------------- |
| Château de Beauvoir | Burganlage, 14. und 15. Jahrhundert, im 18. Jahrhundert zum Schloss umgebaut; Gartenanlage, 1762, 1928 neugestaltet | (Lage)   | PA00093285    | Inscrit      | 2005  | weitere Bilder |
| Château de Thoury   | Burganlage mit Wehrmauer, 15. Jahrhundert                                                                           | (Lage)   | PA00093286    | Inscrit      | 1928  | weitere Bilder |

## Liste der Objekte
| Bezeichnung                                       | Beschreibung                    | Standort                         | Kennzeichnung | Schutzstatus | Datum | Bild |
| ------------------------------------------------- | ------------------------------- | -------------------------------- | ------------- | ------------ | ----- | ---- |
| Schloss (Fotos in der Base Palissy)               | Schmiedearbeit, 15. Jahrhundert | in der Kirche St-Pourçain (Lage) | PM03000469    | Classé       | 1918  |      |
| Zwei Weihwasserbecken (Fotos in der Base Palissy) | Gusseisen, 16. Jahrhundert      | in der Kirche St-Pourçain (Lage) | PM03000470    | Classé       | 1918  |      |
| Glocke                                            | Bronze, 1541                    | in der Kirche St-Pourçain (Lage) | PM03000471    | Classé       | 1918  |      |